# Lobsang Sangay
Lobsang Sangay (Darjeeling, Índia, 1968) és el Kalon Tripa, o primer ministre del Govern tibetà a l'exili. És un jurista del Tibet, expert en el Tibet i expert en la legislació dels drets humans internacionals.
Lobsang Sangay va néixer i créixer en un assentament tibetà a Darjeeling, a l'Himàlaia. Va estudiar a la universitat de Delhi i el 1992 va ser elegit membre executiu del Tibetan Youth Congress, sent-ne el membre més jove. El 2004 es va doctorar en dret a l'Escola de dret de Harvard i es va convertir en el primer tibetà amb aquest títol. Sangay es va especialitzar en dret internacional, constitucionalisme democràtic i resolució de conflictes.